# Niszczewy (gromada)
Niszczewy – dawna gromada, czyli najmniejsza jednostka podziału terytorialnego Polskiej Rzeczypospolitej Ludowej w latach 1954–1972.
Gromady, z gromadzkimi radami narodowymi (GRN) jako organami władzy najniższego stopnia na wsi, funkcjonowały od reformy reorganizującej administrację wiejską przeprowadzonej jesienią 1954 do momentu ich zniesienia z dniem 1 stycznia 1973, tym samym wypierając organizację gminną w latach 1954–1972.
Gromadę Niszczewy z siedzibą GRN w Niszczewach utworzono – jako jedną z 8759 gromad na obszarze Polski – w powiecie aleksandrowskim w woj. bydgoskim, na mocy uchwały nr 24/1 WRN w Bydgoszczy z dnia 5 października 1954. W skład jednostki weszły obszary dotychczasowych gromad Niszczewy, Śliwkowo i Michalin ze zniesionej gminy Bądkowo, obszar dotychczasowej gromady Przywieczerzyn ze zniesionej gminy Lubanie oraz miejscowość Lewin wieś z dotychczasowej gromady Romanowo i miejscowość Święte kolonia z dotychczasowej gromady Święte ze zniesionej gminy Koneck w tymże powiecie. Dla gromady ustalono 17 członków gromadzkiej rady narodowej.
1 stycznia 1959 do gromady Niszczewy włączono wsie Brudnowo i Wiktoryn ze zniesionej gromady Ossówka w tymże powiecie.
Gromadę zniesiono 31 grudnia 1961, a jej obszar włączono do gromady Zbrachlin w tymże powiecie.